# باول شيبرد
باول شيبرد (بالإنجليزية: Paul Shepherd)‏ هو سياسي أمريكي، ولد في 21 ديسمبر 1942 في بويسي في الولايات المتحدة. حزبياً، نشط في الحزب الجمهوري. وقد انتخب عضو مجلس نواب ايداهو.